# کوارتت گیتار کلاسیک چهار فصل
کوارتت گیتار کلاسیک چهار فصل آنسامبلی ایرانیست که فعالیت خود را در سال ۱۳۸۹ با حضور وحید وحیدپور، عادل شاهنده، فریدون وزیری و فرخ کارنما آغاز کرد.
این گروه در سال ۹۲ موفق به دریافت درجه ۲ هنری از خانه موسیقی ایران شد.
رپرتوار گروه دربرگیرندهٔ دوره‌های مختلف موسیقی می‌باشد که بعضی قطعات اجرایی توسط اعضای گروه برای آنسامبل کوارتت تنظیم و اجرا شده‌است. تا کنون یک آلبوم از گروه چهار فصل با نام "یک دو سه چهار" توسط مؤسسهٔ آوای ماد منتشر شده‌است.
کوارتت گیتار کلاسیک چهار فصل تا کنون سه مرتبه به عنوان یکی از شش گروه برتر کشور در موسیقی کلاسیک (غیرایرانی) در جشنواره بین‌المللی فجر حضور داشته‌است.

## آلبوم‌شناسی
تا کنون آلبوم نخست گروه چهار فصل با نام "یک دو سه چهار" در پائیز ۱۳۹۳ ضبط و در نوروز ۱۳۹۴ توسط مؤسسهٔ آوای ماد منتشر شده‌است. این نخستین بار است که کوارتت گیتار کلاسیک از هنرمندان ایرانی منتشر می‌شود و ضبط آلبوم به صورت آنسامبل صورت گرفته‌است.
آلبوم دربرگیرندهٔ دو سوئیت و پنج قطعه از دوره‌های گوناگون موسیقی از جمله باروک، رومانتیک و مدرن می‌باشد که سه اثر از قطعات آلبوم توسط عادل شاهنده و یک اثر آن توسط فرخ کارنما برای آنسامبل کوارتت گیتار تنظیم شده‌است.